# Diego de Enzinas
Diego de Enzinas (Burgos, 1519 circa – Roma, 15 marzo 1547) è stato un umanista spagnolo, bruciato sul rogo dall'Inquisizione romana.

## Biografia
Fratello del più noto Francisco de Enzinas, nacque in una famiglia di ricchi commercianti. Fu nei Paesi Bassi per motivi di lavoro: qui si iscrisse all'Università di Lovanio il 28 ottobre 1538 e passò poi alla Sorbona di Parigi. 
Nel marzo del 1542 era ad Anversa per far stampare il libro Breve y compendiosa institución de la religión cristiana, traduzione fatta dal fratello Francisco del Piccolo catechismo di Giovanni Calvino, e comprendente in appendice la traduzione della Libertà del cristiano di Lutero. Vi è anche la sua prefazione nella quale è presente la teoria protestante della giustificazione per fede, espressa nel linguaggio tipico degli illuminati spagnoli. 
Diego cercò di diffondere il libro in Spagna, ma il tentativo allarmò l'Inquisizione spagnola e la sua famiglia lo persause a trasferirsi a Roma, dove egli venne in contatto con un circolo segretamente protestante, del quale facevano parte Giordano Ziletti, Baldassarre Cazzago, Guido Giannetti, Girolamo Donzellini e l'arcivescovo di Otranto Pietro Antonio Di Capua. Arrestato dall'Inquisizione nel 1542 perché gli fu intercettata una sua lettera indirizzata a Lutero, fu processato e sotto tortura dovette fare il nome dei suoi amici. Non volle abiurare le sue convinzioni e fu bruciato sul rogo il 15 marzo 1547.